# Vogelfußähnlicher Hornklee
Der Vogelfußähnliche Hornklee (Lotus ornithopodioides), auch Vogelfuß-Hornklee oder Vogelfußartiger Schotenklee genannt, ist eine Pflanzenart aus der Gattung Hornklee (Lotus) innerhalb der Familie der Hülsenfrüchtler (Fabaceae).

## Beschreibung

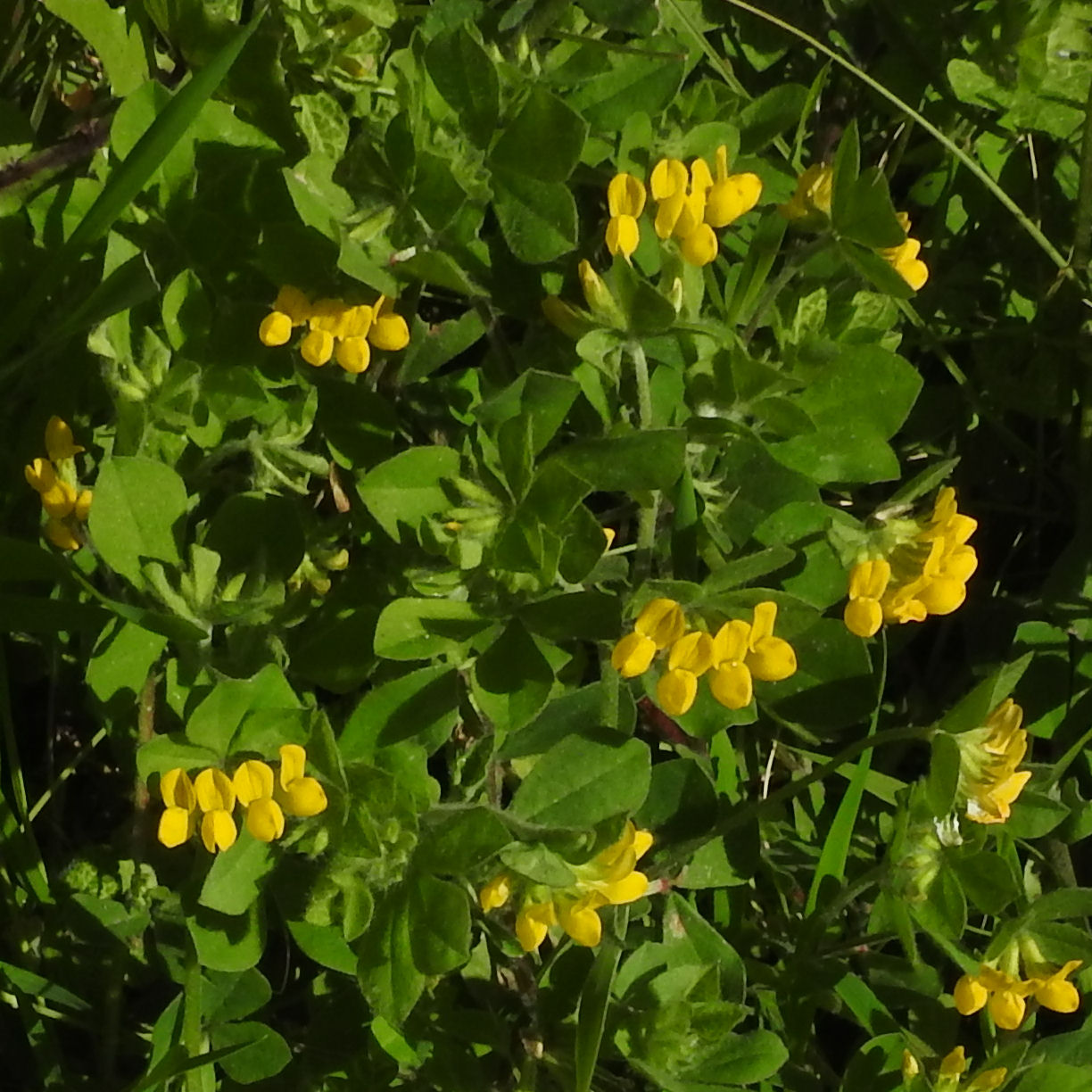
Laubblätter und Blütenstände

### Vegetative Merkmale
Der Vogelfußähnliche Hornklee ist eine einjährige krautige Pflanze, die Wuchshöhen von 10 bis 50 Zentimetern erreicht. Sie wächst aufrecht oder aufsteigend und ist weich zottig behaart.
Die wechselständigen und gestielten Laubblätter sind gefiedert. Die untersten beiden Blättchen (die beiden Pseudo-Nebenblätter) der fünf- oder (drei)zähligen Blätter sind kleiner als die übrigen drei. Die ganzrandigen, kurz gestielten und leicht zottig behaarten Blättchen sind verkehrt-eiförmig bis rhombisch und bespitzt.

### Generative Merkmale
Die Blütezeit reicht von April bis Juni. Die Blütenstände enthalten nur zwei bis fünf Blüten und sind zur Fruchtzeit meist länger gestielt als das zugehörige Laubblatt.
Die zwittrige Blüte ist zygomorph und fünfzählig mit doppelter Blütenhülle. Der zottig behaarte und schmal glockenförmige Kelch ist zweilippig, die seitlichen Zähne sind sehr kurz und stumpf. Die Blütenkrone ist typisch für eine Schmetterlingsblüte, sie ist gelb und 7 bis 10 Millimeter lang.
Die geschnäbelte und kahle Hülsenfrucht ist bei einer Länge von 2 bis 5 Zentimetern linealisch, flach und etwas wulstig. Sie sind hängend, am Ende leicht nach oben gekrümmt und damit etwas vogelfußähnlich. Eine an den Samen leicht eingeschnürte Hülsenfrucht enthält 10 bis 20 Samen. Die glänzenden und schwärzlichen Samen sind linsenförmig.
Die Chromosomenzahl beträgt 2n = 14.

## Vorkommen
Der Vogelfußähnliche Hornklee kommt in Nordafrika, im Mittelmeerraum, in Vorderasien und in der Ukraine vor.
Er gedeiht in Grasfluren, in Felsfluren, auf Ruderalflächen und an Wegrändern.

## Ökologie
Der Vogelfußähnliche Hornklee gab für Carl von Linné den Anlass zu Beobachtungen über Schlafbewegungen von Pflanzen. Es fiel ihm und seinem Gärtner nämlich auf, dass an tagsüber blühenden Pflanzen nachts keine Blüten zu finden waren. Die Blütenstände krümmen sich nämlich nachts unter ihre sich aufrichtenden, zusammschlagenden „Laub- bzw. Tragblätter“ zurück. Wobei diese Schlafbewegungen auch bei anderen Lotus-Arten vorkommen.

## Taxonomie
Die Erstveröffentlichung von Lotus ornithopodioides erfolgte 1753 durch Carl von Linné in Species Plantarum, Tomus II, S. 775. Das Epitheton "ornithopodioides" bedeutet "Ornithopodium-ähnlich" und bezieht sich auf die Ähnlichkeit mit der Pflanzengattung Ornithopus (Vogelfuß), die in der Zeit vor Linné "Ornithopodium" genannt wurde.